# انحدار الإمبراطورية البيزنطية

تغير حدود الإمبراطورية البيزنطية حتى انحدارها

شهدت «الإمبراطورية البيزنطية» عدة فترات من النمو والانحدار على مدار نحو ألف عام، بما في ذلك خسائر كبيرة خلال الغزوات العربية في القرن السابع. ومع ذلك، يتفق المؤرخون الحديثون عمومًا على أن التراجع النهائي للإمبراطورية بدأ في القرن الحادي عشر.
في القرن الحادي عشر، عانت الإمبراطورية من كارثة كبرى فقدت فيها معظم أراضيها في الأناضول أمام السلاجقة الأتراك بعد معركة «مانزيكرت» والحرب الأهلية التي تلت ذلك. في الوقت نفسه، فقدت الإمبراطورية آخر أراضيها في إيطاليا أمام مملكة صقلية النورمانية وتعرضت لهجمات متكررة على أراضيها في البلقان. أجبرت هذه الأحداث الإمبراطور «لكسيوس الأول كومنينوس» على طلب المساعدة من الغرب، ما أدى إلى الحملة الصليبية الأولى. ومع ذلك، أدت التنازلات الاقتصادية المُقدمة إلى جمهوريتي البندقية وجنوة الإيطاليتين إلى إضعاف سيطرة الإمبراطورية على مواردها المالية، خاصة ابتداءًا من القرن الثالث عشر وما بعده، في حين أدت التوترات مع الغرب إلى نهب القسطنطينية من قِبل قوات الحملة الصليبية الرابعة في 1204 وتفكك الإمبراطورية.
على الرغم من نجاة عدد من دول الصغيرة الخليفة للإمبراطورية البيزنطية التي استعادت القسطنطينية في نهاية المطاف في عام 1261، ضعفت الإمبراطورية بشدة. على المدى الطويل، أدى صعود النفوذ التركي في الأناضول في النهاية إلى ظهور الإمبراطورية العثمانية التي غزت بسرعة المعقل البيزنطي السابق على مدار القرنين الرابع عشر والخامس عشر، وبلغت ذروتها مع سقوط القسطنطينية بيد جيش السلطان «محمد الفاتح» في 1453.

## الجدول الزمني لانحدار الإمبراطورية
فيما يلي تلخيص لأهم الأحداث التي اتفق المؤرخون بشكل عام على دورها الهام في تراجع الإمبراطورية البيزنطية:
- معركة «ملاذكرد» في 1071، والتي شهدت أسر الإمبراطور «رومانوس الرابع ديوجينيس» على يد جيش سلطان الدولة السلجوقية «ألب أرسلان». أدت الهزيمة إلى حرب أهلية بيزنطية استمرت لعشر سنوات، وقعت خلالها ثماني ثورات مختلفة. زاد الضرر جراء استخدام المرتزقة الأتراك من قبل مختلف الفصائل، ما أدى في بعض الحالات إلى استيلاء التركي لمدن ومناطق بأكملها. من الأمثلة البارزة على ذلك ثورة «نيكيفوروس ميليسينوس» عام 1080، إذ بقيت البلدات التي احتلها وحماها عسكريًا باستخدام جنود أتراك في إيونيا وفريجيا وغلاطية وبيثينيا في أيديهم حتى بعد انتهاء الثورة، بما في ذلك نيقية، التي أصبحت لفترة من الزمن عاصمة سلطنة سلاجقة الروم.
- معركة «ميريوكيفالون» في عام 1176، حيث حاول جيش بقيادة الإمبراطور «مانويل الأول كومنينوس» الاستيلاء على العاصمة التركية في قونيا، لكنه تعرض لكمين في ممر جبلي ضيق وهزمه جيش السلطان التركي «قلج أرسلان» الثاني. تُعتبر المعركة مهمة بشكل عام لأنها وضعت حدًا للخطط البيزنطية لاستعادة منطقة وسط الأناضول، وبسبب التأثير النفسي الذي عانى منه الإمبراطور نفسه بالإضافة لسمعة الإمبراطورية الدولية. في السنوات التي تلت وفاة مانويل في عام 1180، بنى السلاجقة على انتصارهم من خلال توسيع سيطرتهم على حساب البيزنطيين، بينما أُطيح بخليفة مانويل المراهق «ألكسيوس الثاني كومنينوس» بعد الانقلاب عليه.
- أدى نهب القسطنطينية في عام 1204 إلى تقسيم الإمبراطورية بين جمهورية البندقية وجيش صليبي بقيادة «بونيفاس الأول، مركيز مونتفيرات». تأسست إمبراطورية لاتينية جديدة، بقيادة «بالدوين الأول، إمبراطور القسطنطينية اللاتينية». على الرغم من ظهور عدد من دول الخليفة للإمبراطورية البيزنطية في نيقية وتريبيزوند وإبيروس التي استعادت القسطنطينية في نهاية المطاف في عام 1261، يعتبر العديد من المؤرخين أن خسارة العاصمة كانت بمثابة ضربة قاضية للإمبراطورية البيزنطية.
- الحروب الأهلية البيزنطية في القرن الرابع عشر، بما في ذلك الحرب الأهلية البيزنطية بين عامي 1321 و1332 والحرب الأهلية البيزنطية بين عامي 1341 و1347، التي دمرت بالكامل النفوذ القليل المتبقي للإمبراطورية. أدى سقوط جاليبولي في عام 1354 إلى توسع الأتراك العثمانيين داخل أوروبا، في حين كانت الإمبراطورية عاجزة عن منعهم. يعتبر المؤرخون الحديثون، مثل «دونالد إم. نيكول»، أن هذا الحدث كان نقطة اللاعودة للإمبراطورية البيزنطية، الذي قاد إلى السقوط الحتمي لها.

## أسباب انحدار الإمبراطورية
الحروب الأهلية
ربما كان السبب الوحيد الأكثر أهمية لانهيار بيزنطة هو الحروب الأهلية المنهكة المتكررة. وقعت ثلاثة من أسوأ فترات الحروب الأهلية والاقتتال الداخلي أثناء تراجع بيزنطة. في كل مرة، تزامنت هذه الحروب الأهلية مع انخفاض كارثي في القوة والنفوذ البيزنطيين، اللذان لم يُستردا بالكامل قبل وقود الانهيار التالي.
شهدت الفترة بين عامي 1071 و1081 ثماني ثورات:
- 1072: انتفاضة «جورجي فويته».
- 1073- 1074: ثورة «روسيل دي بايلول» التي نصبت لبقيصر «جون دوكاس» كإمبراطور.
- 1077-1078: نجاح ثورة «نقفور الثالث بوتانياتيس» وتوليه السلطة.
- 1077-1078: ثورة «نيكفورس براينيوس الأكبر» ضد «ميخائيل السابع دوكاس» ونقفور الثالث بوتانياتيس، التي هُزمت في معركة كالافري.
- 1078: ثورة «فيلاريتوس براكاميوس» ضد ميخائيل السابع دوكاس.
- 1078: ثورة «باسيليكيس نيكيفوروس» ضد نقفور الثالث بوتانياتيس.
- 1080-1081: ثورة «نيكيفورس ميليسينوس» ضد نقفور الثالث بوتانياتيس.
- 1081: نجاح ثورة «ألكسيوس الأول كومنينوس» وتوليه للسلطة.

تلت ذلك فترة من حكم الآمن لسلالة «كومنينوس» الحاكمة، في عهد ألكسيوس الأول (بين عامي 1081 و1118) و«يوحانا الثاني كومنين» (بين عامي 1118 و1143) ومانويل الأول كومنينوس (بين عامي 1143 و1180). على التوالي، تمكن هؤلاء الأباطرة الثلاثة من استعادة حدود الإمبراطورية جزئيًا، لكنهم لم يتمكنوا أبدًا من إصلاح الضرر تمامًا الناجم عن عدم الاستقرار في نهاية القرن الحادي عشر، ولا استعادة حدود الإمبراطورية كما كانت عام 1071.
اندلعت الفترة الثانية من الحرب الأهلية والانهيار بعد وفاة مانويل في عام 1180. أطاح أندرونيكوس الأول كومنينوس بابن مانويل، ألكسيوس الثاني كومنينوس، في عام 1183، الذي أدى عهد الإرهاب خلال حكمه إلى زعزعة استقرار الإمبراطورية داخليًا ما أدى إلى إطاحته وموته في القسطنطينية عام 1185. تُعتبر السلالة «الأنجيلوسية» التي حكمت بين عامي 1185 و1204 إحدى أكثر الإدارات غير الناجحة وغير الفعالة في تاريخ الإمبراطورية. خلال هذه الفترة، انفصلت بلغاريا وصربيا والمجر عن الإمبراطورية، وفُقدت أراضي أخرى لصالح الأتراك السلاجقة. في عام 1203، هرب الإمبراطور السابق «أليكسيوس الرابع أنجيلوس» من السجن نحو الغرب، حيث وعد قادة الحملة الصليبية الرابعة بسخاء إذا ساعدوه على استعادة العرش. تبيت لاحقًا استحالة الوفاء بهذا الوعود؛ أدت الخلافات بين أعضاء سلالة «أنجيليد» الضعفاء وغير الفعالين إلى نهب القسطنطينية؛ أُحرقت القسطنطينية ونُهبت ودُمرت، وقُتل آلاف من مواطنيها، وهرب الكثير من السكان الذين نجوا، وعم الخراب جزءًا كبيرًا من المدينة المُهجرة. كانت الأضرار التي لحقت ببيزنطة لا تحصى. يشير العديد من المؤرخين إلى هذه اللحظة باعتبارها الضربة القاضية لتاريخ الإمبراطورية. على الرغم من إصلاح الإمبراطورية في عام 1261 بعد استعادة المدينة من قبل إمبراطورية نيقية، لم تتعافى من أضرارها أبدًا ولم تستعد إلا القليل من حدودها الإقليمية السابقة وثروتها وقوتها العسكرية.